# 바이마르 공화국의 초인플레이션

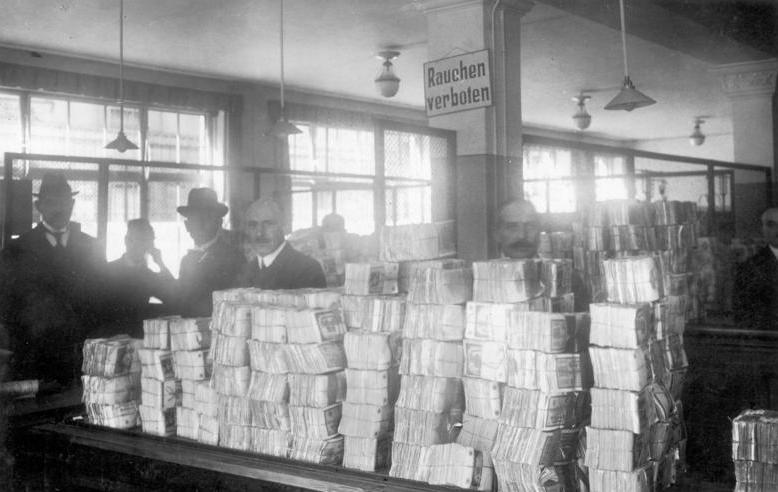
초인플레이션 기간 동안 국가은행에서 배포되기를 기다리는 지폐 더미.

바이마르 공화국의 초인플레이션(영어: Hyperinflation in the Weimar Republic)은 1921년과 1923년 사이에 있던 초인플레이션이다.

## 배경
진행 중이었던 1차 세계 대전의 막대한 비용을 지불하기 위해 독일은 전쟁이 발발했을 때 금본위제(화폐를 금으로 바꾸는 것)를 중단했었다. 전쟁 비용을 지불하기 위해 최초의 소득세를 부과한 프랑스와 달리 독일 황제 빌헬름 2세와 독일 의회는 만장일치로 차입금으로 전쟁 자금을 전액 조달하기로 결정했었다.
정부는 전쟁에서 승리하고 패배한 협상국 국가들에게 전쟁 배상금을 부과함으로써 빚을 갚을 수 있을 것이라고 믿었다. 이는 1870년 프로이센-프랑스 전쟁 후 독일이 프랑스에 승리한 후 프랑스에게 요청한 배상금과 유사한 서부와 동부의 자원이 풍부한 산업 영역을 병합하고 독일에 현금 지불을 부과함으로써 이루어졌었다.
따라서 미국 달러에 대한 마르크의 환율은 달러당 4.2에서 7.9로 꾸준히 평가절하되어 극심한 전후 인플레이션에 대한 조짐이었다.
이 생각은 독일이 전쟁에서 패전하며 무산되었고, 이로 인해 새로 들어선 바이마르 공화국 정부는 감당할 수 없는 막대한 전쟁 배상금에 안장되어 총 1320억 금 마르크(미화 330억 달러)가 되었지만 나중에 계획에 따라 1120억 마르크(미화 263억 달러)로 수정되었다. 부채 문제는 그것을 뒷받침할 경제적 자원 없이 화폐를 찍어내기만 하며 악화되었다.
1919년 말까지 미국 달러를 사는 데 48 마르크가 필요하여 배상에 대한 베르사유 조약의 요구가 마르크화의 가치 하락을 더욱 가속화했다.
그 후 마르크화는 1921년 전반기에 1달러당 약 90마르크로 그나마 비교적으로 안정적이었다. 전쟁 주요 전투는 대부분 서부전선에 있던 프랑스와 벨기에에서 이루어졌기 때문에 독일은 대부분의 산업 기반 시설이 손상되지 않은 채 전쟁에서 빠져나와 유럽 대륙에서 지배적인 경제 세력이 될 수 있는 더 나은 위치에 있게 되었었다. 독일이 배상금을 지불하도록 강요하는 경제 제재를 부과하기 위한 협상국의 최후 통첩 이후 첫 번째 배상금 지불은 1921년 6월에 이루어졌다. 그리고 달러당 약 330마르크까지 가치가 하락한 마르크화는 점점 더 급속하게 평가 절하되는 시대의 시작을 알렸다.
총 배상금이 1,320억 마르크였으나 독일은 당시 500억 마르크만 지불해야 했었다. 금 마르크의 폐지 이후 배상금이 급격히 하락하는 파피에르마르크가 아니라 경화로 갚아야 했기 때문이었다.
1921년 8월부터 독일은 어떤 가격에도 파피에르마르크로 외화를 사기 시작했지만, 이는 마르크 가치의 붕괴 속도를 증가시켰을 뿐 이는 배상위원회가 요구한 외화를 사기 위해 점점 더 많은 마르크가 필요하다는 것을 의미했었다.
1922년 전반기에 마크는 달러당 약 320마르크에서 안정되었고, 국제보상회의가 열리고 있었다. 하나는 1922년 6월에 미국 투자 은행가인 J. P. 모건 주니어가 조직했다. 허나 보상 회의는 실행 가능한 해결책을 제시하지 못했고 인플레이션은 초인플레이션으로 발전했으며 1922년 12월에는 미국 달러당 7,400마르크까지 떨어졌다. 생활비 지수는 1922년 6월에 41이었고 12월에 685로 거의 17배 증가했으며 1922년 가을, 바이마르 공화국은 배상금을 지불할 수 없음을 깨닫게되었다.
독일은 전쟁 배상금을 지불하기 위해 사용했던 전략은 외화를 사기 위해 지폐를 대량 인쇄하여 배상금을 지불하는 데 사용했지만이 전략은 파피에르마크의 인플레이션을 크게 악화 시키기만 했다. 마르크화는 1922년 가을까지 사실상 가치가 없었기 때문에 독일이 파피에르마크를 사용하여 외환이나 금을 사는 것은 불가능했다. 1922년 말 독일이 프랑스에 배상금을 제때 지불하지 못하자 프랑스군과 벨기에군은 1923년 1월 독일의 주요 산업 지역인 루르를 점령했다.
독일 정부의 대응은 루르에 소극적인 저항 정책을 명령하는 것이었다. 노동자들은 침략자들에게 어떤 식으로든 도움이 되지 않는 행동을 하지 말라는 지시를 받으며 이것은 사실상 점령에 항의하기 위한 총파업에 해당했지만, 파업 노동자들은 여전히 재정적 지원을 받아야 했고, 정부는 더 많은 지폐를 인쇄하여 이 노동자들에게 급여를 지급할 수 밖에 없었으며 독일은 곧 초인플레이션을 더욱 악화시켰다.

## 초인플레이션
1922년 말에 약 160마르크에 달하는 베를린 빵 한 덩이는 1923년 말까지 200,000,000,000마르크였다.

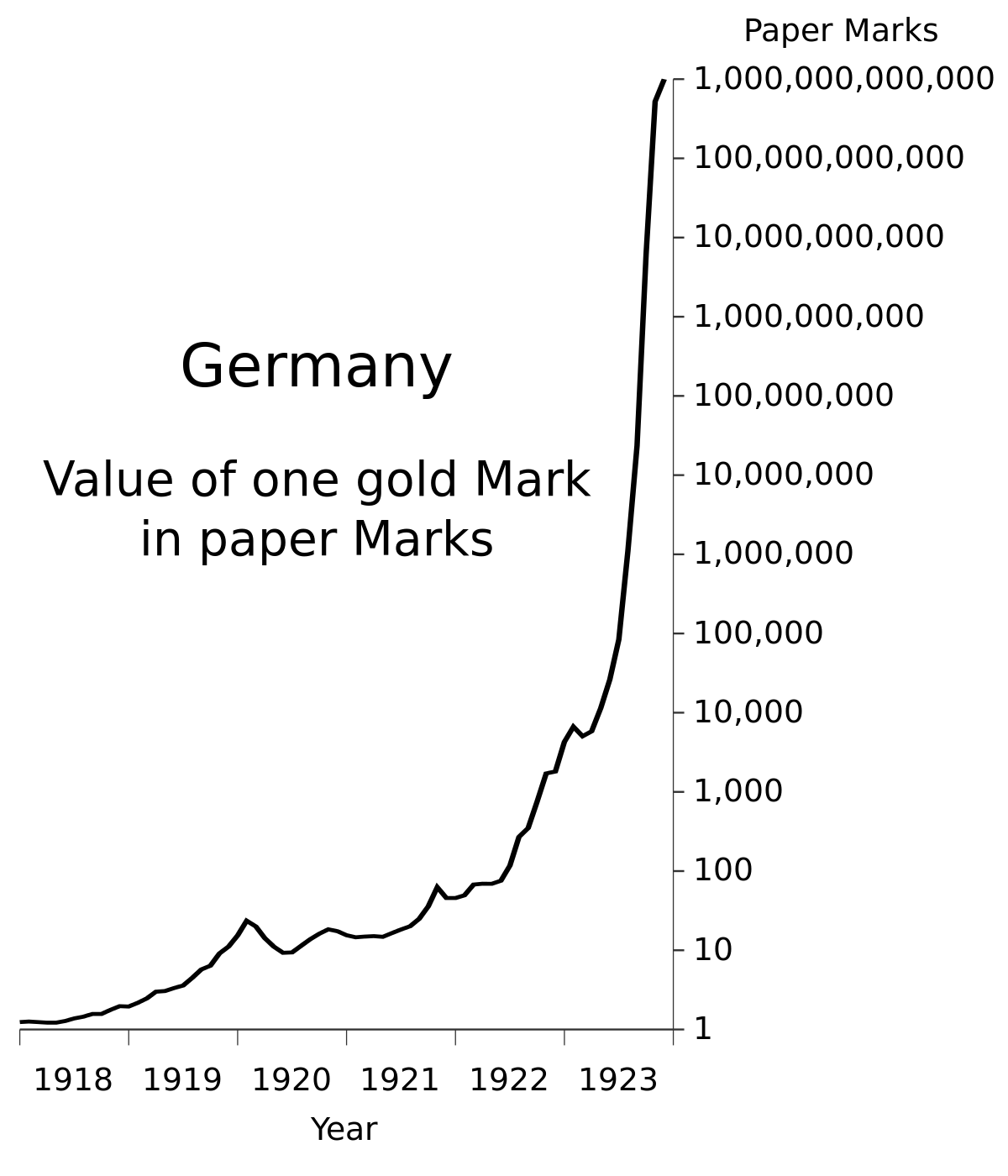
바이마르 공화국의 초인플레이션은 금 마르크당 1조에서 1조 마크까지 올랐다.

1923년 11월까지 1달러는 4,210,500,000,000 파피에르마르크의 가치가 있었다.

## 안정화

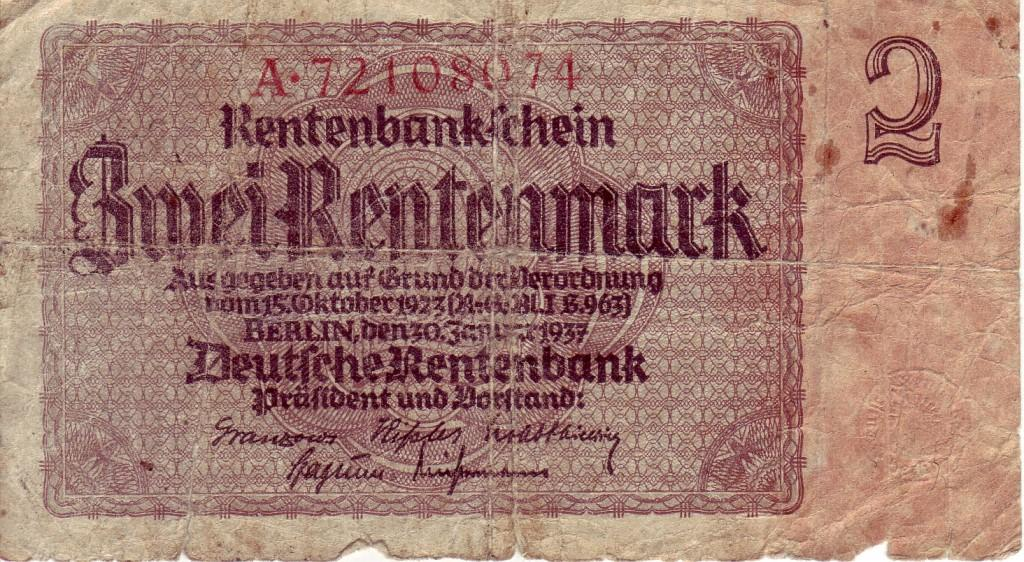
1923년 10월 15일 법령에 따라 발행된 두 개의 렌텐마르크 지폐

초인플레이션 위기는 저명한 경제학자와 정치가로 하여금 독일 통화를 안정시킬 수단을 찾게 만들었다. 1923년 8월, 경제학자 카를 헬퍼리히(Karl Helfferich)는 호밀 곡물의 시장 가격에 연동된 모기지 채권으로 뒷받침되는 새로운 통화 렌텐마르크를 발행을 제안했으나 이 계획은 종이 표식으로 표시되는 호밀 가격이 크게 변동하기 때문에 거부되었다.
한스 루터(Hans Luther) 재무 장관은 호밀을 금으로 대체하는 계획을 제안했고 금 시장 가격에 연동된 채권으로 뒷받침되는 렌텐마르크 발행으로 이어졌다. 금 채권은 금 1kg당 2,790금 마르크의 비율로 인덱싱되었으며, 이는 전쟁 전 금 마르크와 동일했다. 렌텐마르크는 금으로 상환할 수 없었지만 금 채권에만 연동되었다. 이 계획은 1923년 10월 13일부터 15일까지의 통화 개혁 법령으로 채택되었었다. 새로운 은행인 Rentenbank가 새로 설립된 독일 재무장관 한스 루터에 의해 설립되고 관리되었다.
1923년 11월 12일 얄마르 샤흐트가 재무 장관이 되었을 때 독일 중앙 은행(Reichsbank)은 더 이상 정부 재무부 지폐를 할인할 수 없었다.
상거래어음의 할인이 허용되고 렌텐마르크의 금액이 확대되었지만 현 상거래 및 정부 거래에 맞게 문제를 엄격하게 통제했다. Rentenbank는 정부와 렌텐마르크를 빌릴 수 없는 투기자들에 대한 신용을 거부했었다. Rentenmarks는 법정화폐가 아니었기 때문이다.
1923년 11월 16일, 제국 은행에서 발행한 무가치한 종이 상표를 대체하기 위해 새로운 렌텐마르크가 도입되었다. 가격에서 12개의 0이 삭제되었으며 새 통화로 인용된 가격은 안정적으로 유지되었다.
1923년 11월 20일 제국 은행 총재인 루돌프 하벤슈타인이 사망하자 샤흐트가 그를 대신해 임명되었다. 1923년 11월 30일까지 500,000,000개의 렌텐마르크가 유통되었고, 1924년 1월 1일에는 1,000,000,000개, 1924년 7월에는 1,800,000,000 렌텐마르크로 증가했다. 한편, 오래된 파피에르마르크는 계속 유통되었다. 총 파피에르마크는 1924년 7월에 1.26조(1,200,000,000,000,000,000,000)로 증가했으며 Rentenmarks에서 전환 가치의 3분의 1로 가치가 계속 하락했다.
1924년 8월 30일, 화폐법은 1조 마르크 지폐를 렌텐마르크와 동일한 가치를 지닌 새로운 라이히스마르크로 교환하는 것을 허용했다. 1924년까지 1달러는 4.2 렌텐마르크에 교환되었다.

## 재평가

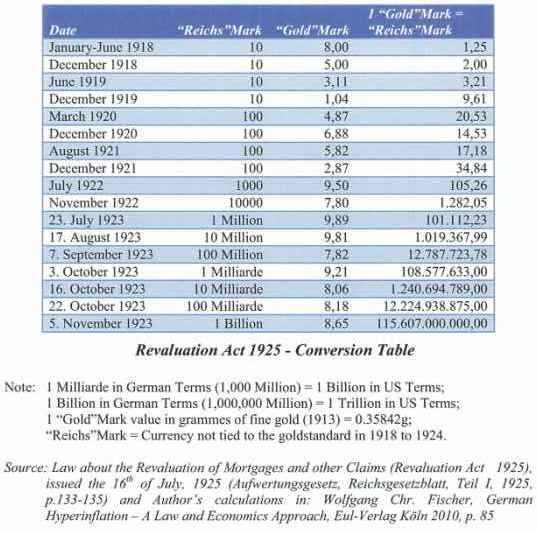
변환표

결국 일부 부채는 초인플레이션 이전에 종이 표시로 표시된 부채 가치의 치명적인 감소에 대해 부분적으로 채권자에게 보상하기 위해 복원되었다. 1925년의 법령은 일부 모기지를 새로운 통화로 액면가의 25%로 복원했으며, 최소 5년 동안 보유된 경우 기존 지폐 가치의 25,000,000,000배였다. 마찬가지로 일부 국채는 액면가의 2.5%로 복원되어 배상금이 지급된 후 지급되었다.
모기지 부채는 국채보다 훨씬 높은 비율로 회복되었다. 여전히 황폐한 경제에서 일부 부채의 회복과 효과적인 과세 재개는 기업의 파산의 물결을 촉발했다.
초인플레이션 안정화의 중요한 이슈 중 하나는 재평가이다. 이 용어는 일반적으로 다른 통화에 대한 한 국가 통화의 환율 인상을 나타낸다. 또한 인플레이션으로 인해 평가절하된 통화 가치의 회복, 재평가를 의미할 수도 있다. 독일 정부는 초인플레이션을 빨리 끝내기 위한 재평가법을 선택하거나 거리의 정치 및 폭력적인 소동을 허용하는 방법을 선택할 수 있었다. 정부는 채권자와 채무자의 이익이 공정하고 균형이 맞아야 한다고 구체적으로 주장했다. 생활기준 물가지수와 주가지수 모두 관련성이 있다고 판단되지 않았다.
환산관계의 계산은 도매물가지수 뿐만 아니라 달러지수로도 상당히 판단되었다. 독일 정부는 원칙적으로 달러지수와 도매물가지수가 인플레이션과 초인플레이션 기간에 걸쳐 대략적인 실질물가수준을 나타낼 것이라는 시장지향적 논리를 따랐다. 또한 금 마르크의 가치를 얻기 위해 환율과 미국 달러에 대한 재평가가 이루어졌다.
마지막으로, 1925년 7월 16일자 모기지 및 기타 청구권의 재평가에 관한 법률(Gesetz über die Aufwertung von Hypotheken und anderen Ansprüchen 또는 Aufwertungsgesetze)에는 1918년 1월 1일부터 기간 동안 파피에르마르크와 금 마르크의 비율만 포함되었다. ~ 1923년 11월 30일 및 다음 날 따라서 급팽창하는 인플레이션은 명목 가치 원칙으로 인식되었던 "한 표는 한 표의 가치가 있다"는 원칙의 종말을 초래했다.
이 법은 독일 대법원(Reichsgericht)에서 이의를 제기했지만, 1925년 11월 4일 제5상원은 독일인의 권리와 의무 장전(109조, 134조)에 따라 이 법이 합헌이라고 판결했다. , 헌법 152조 및 153조

## 분석
1920년대 초 바이마르 공화국의 초인플레이션은 역사상 최초의 또는 가장 심각한 인플레이션 사례가 아니었다. 그러나 이 사건은 가장 학구적인 경제학 분석과 논쟁의 대상이 되어왔다. 초인플레이션과 관련된 많은 극적이고 특이한 경제적 행동이 처음 체계적으로 문서화됨에 따라 상당한 관심을 끌었다. 물가와 이자율의 기하급수적 증가, 통화의 재지정, 현금에서 고정 자산으로의 소비자 이동, 산업의 급속한 확장 등이 일어났다.
당시 독일의 화폐 경제학은 초인플레이션이 분석되는 방식을 규정한 차탈리즘과 독일 역사학파의 영향을 크게 받았다.
존 메이너드 케인스는 경제적 결과(Economic Consequences of the Peace)에서 상황을 다음과 같이 설명했다. "유럽 통화 시스템의 인플레이션은 엄청난 수준으로 진행되었다. 다양한 호전적인 정부는 대출이나 세금을 담보할 수 없거나 너무 소심하거나 근시안적이다. 그들이 필요로 하는 자원에는 저울에 대한 메모가 인쇄되어 있다."
배상금은 1920년부터 1923년까지 독일 적자의 약 3분의 1을 차지했었다. 독일 정부는 초인플레이션의 주요 원인 중 하나로 언급했다. 인용된 다른 원인으로는 은행가와 투기꾼(특히 외국인)이 있다. 초인플레이션은 1923년 11월에 정점에 이르렀다. 그러나 새로운 통화 렌텐마르크가 도입되면서 종료되었고 새로운 통화를 만들기 위해 은행은 마르크를 정크 딜러에게 톤 단위로 넘겼다.
기업은 지속적인 운영에 필수적이라고 식별한 정보 시스템의 요소에 집중함으로써 위기에 대응했다. 처음에 초점은 판매 및 조달 계약 조정, 재무 보고 수정, 내부 보고에서 더 많은 비금전적 정보 사용에 있었다. 인플레이션의 지속적인 가속화와 함께 인적 자원은 가장 중요한 기업 기능, 특히 노동 보수와 관련된 기능에 재배치되었고 기업 회계 시스템의 일부가 파손되었다는 증거가 있지만 혁신도 있었다.

## 여파와 유산
초인플레이션 이후 독일 통화 정책은 유럽 국가 부채 위기에 영향을 미친 건전한 통화 유지에 대한 핵심 관심사를 유지해 왔다. 한 연구에 따르면 많은 독일인들은 바이마르 공화국의 초인플레이션을 대공황과 연결하여 두 개의 개별 사건을 급격한 물가 상승과 대량 실업을 모두 포함하는 하나의 큰 경제 위기로 보고 있다.
과도하게 부풀려진 무가치한 지폐는 해외에서 널리 수집되었다. Los Angeles Times는 1924년에 폐기된 화폐 중 독일에 존재하는 것보다 미국에 더 많이 퍼졌다고 추정했다.

## 원인

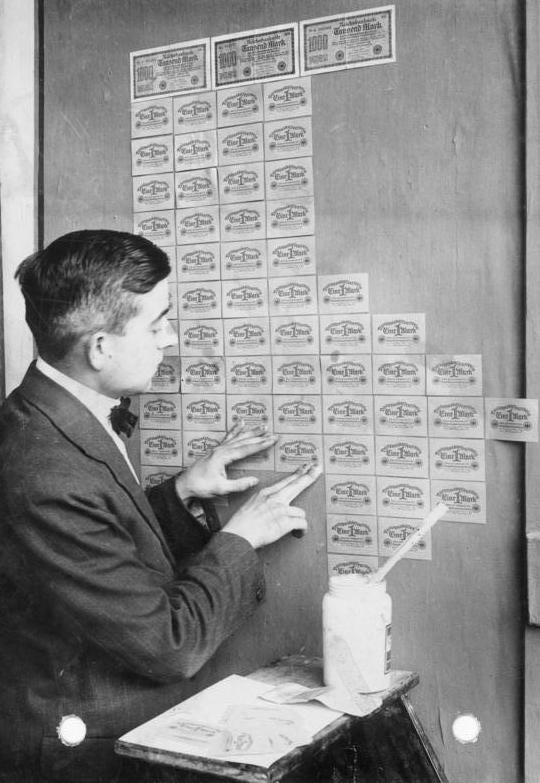
1923년 독일에서 지폐의 가치가 너무 떨어져 벽지로 사용되는 모습.

엄청난 물가 상승의 원인은 그것을 살아온 사람들에게는 불명확하고 예측할 수 없는 것처럼 보였지만 돌이켜보면 비교적 단순했다. 베르사유 조약은 독일에 금이나 외화로만 지불할 수 있는 막대한 부채를 부과했고 금이 고갈되자 독일 정부는 독일 화폐로 외화를 사려고 했다. 외화로 지불하는 대가로 독일 통화를 판매하는 것과 동일하지만 시장에서 마르크의 공급이 증가하면 마르크의 가치가 급격히 하락하여 더 많은 외화를 구매하는 데 필요한 마크 수가 크게 증가했다.
그로 인해 독일 상품 가격이 급격히 상승하여 독일 정부 운영 비용이 증가했다. 독일 정부는 계속 하락하는 독일 통화로 세금을 납부해야 하기 때문에 세금 인상으로 자금을 조달할 수 없었고, 적자는 채권 발행과 단순히 더 많은 돈을 창출하는 방법을 조합하여 충당했으며, 시장에서 독일 마르크 표시 금융 자산의 공급을 늘리고 통화 가격을 더욱 낮췄다. 독일 사람들은 자신의 화폐 가치가 급격히 떨어지고 있음을 깨달았을 때 빠르게 사용하려고 했다. 그 증가된 통화 속도는 그 어느 때보다 빠른 가격 인상을 초래하여 악순환을 만들었었다.
정부와 은행에는 두 가지 수용할 수 없는 대안이 있었다. 인플레이션을 멈추면 즉각적인 파산, 실업, 파업, 굶주림, 폭력, 시민 질서 붕괴, 봉기, 심지어 혁명까지 일어날 것이
인플레이션을 계속하면 외채 채무 불이행이 될 것이었다. 그러나 독일이 실업과 지급불능을 모두 피하려는 시도는 결국 실패했다.